# Dorylomorpha stenozona
Dorylomorpha stenozona är en tvåvingeart som beskrevs av Hardy 1972. Dorylomorpha stenozona ingår i släktet Dorylomorpha och familjen ögonflugor.
Artens utbredningsområde är Myanmar. Inga underarter finns listade i Catalogue of Life.